# Голден-Гайтс (Флорида)
Голден-Гайтс (англ. Holden Heights) — переписна місцевість (CDP) в США, в окрузі Орандж штату Флорида. Населення — 4097 осіб (2020).

## Географія
Голден-Гайтс розташований за координатами 28°29′53″ пн. ш. 81°23′10″ зх. д. / 28.49806° пн. ш. 81.38611° зх. д. (28.497972, -81.386027).  За даними Бюро перепису населення США в 2010 році переписна місцевість мала площу 3,75 км², з яких 2,75 км² — суходіл та 1,01 км² — водойми.

## Демографія
Згідно з переписом 2010 року, у переписній місцевості мешкало 3679 осіб у 1401 домогосподарстві у складі 800 родин. Густота населення становила 981 особа/км².  Було 1930 помешкань (514/км²).
Расовий склад населення:
| - 62,2 % — білих - 27,2 % — чорних або афроамериканців - 3,2 % — азіатів - 0,4 % — корінних американців - 0,1 % — вихідців з тихоокеанських островів - 4,3 % — осіб інших рас |

До двох чи більше рас належало 2,8 %. Частка іспаномовних становила 19,1 % від усіх жителів.
За віковим діапазоном населення розподілялося таким чином: 16,6 % — особи молодші 18 років, 65,9 % — особи у віці 18—64 років, 17,5 % — особи у віці 65 років та старші. Медіана віку мешканця становила 45,0 року. На 100 осіб жіночої статі у переписній місцевості припадало 108,1 чоловіків;  на 100 жінок у віці від 18 років та старших — 107,4 чоловіків також старших 18 років.
Середній дохід на одне домашнє господарство  становив 61 212 долари США (медіана — 35 495), а середній дохід на одну сім'ю — 80 353 долари (медіана — 58 200). Медіана доходів становила 42 139 доларів для чоловіків та 38 250 доларів для жінок. За межею бідності перебувало 25,4 % осіб, у тому числі 40,8 % дітей у віці до 18 років та 9,5 % осіб у віці 65 років та старших.
Цивільне працевлаштоване населення становило 1719 осіб. Основні галузі зайнятості: роздрібна торгівля — 20,2 %, науковці, спеціалісти, менеджери — 19,5 %, мистецтво, розваги та відпочинок — 15,1 %, фінанси, страхування та нерухомість — 12,7 %.